# Manuel María Sierra y Moya
Manuel María Sierra y Moya (Cadis, 7 de juny de 1799 -Madrid, 18 d'abril de 1866) va ser hisendat i polític espanyol. Oficial d'Hisenda, era sotssecretari quan va cobrir el Ministeri d'Hisenda amb caràcter interí al febrer i abril de 1846 durant el segon govern de Francisco Javier de Istúriz. Va ser senador vitalici des de 1863.